# Baumwollhungersnot

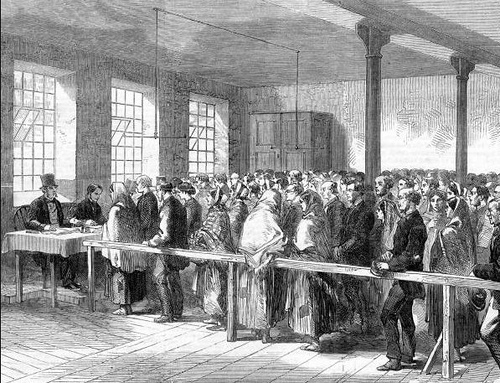
Zahlung an Bedürftige während der Baumwollhungersnot

Als Baumwollhungersnot (von engl. Lancashire cotton famine) wird die Verknappung des weltweiten Baumwollangebots infolge des Sezessionskrieges in den amerikanischen Südstaaten und deren Auswirkungen auf die weltweite, insbesondere auf die britische Textilindustrie in der zweiten Hälfte des 19. Jahrhunderts bezeichnet.
Um eine Hungersnot im eigentlichen Sinne handelte es sich nicht, vielmehr um die Übertragung aus dem englischen famine, das neben „Hungersnot“ auch „Knappheit“ oder „Verknappung“ bedeuten kann.

## Hintergrund
Die Südstaaten der USA lieferten damals den größten Teil der Baumwolle für die britische Textilindustrie. Auf den Baumwollplantagen der Südstaaten-Pflanzer wurden Menschen in großem Maßstab versklavt, weswegen der Einsatz dieser Baumwolle zunehmend kritisiert wurde. Textilarbeiter weigerten sich zunehmend, mit „Sklavenbaumwolle“ zu arbeiten.
Als 1861 der Sezessionskrieg begann und die Baumwollexporte der Konföderierten (Südstaaten) durch die Blockade der Union (Nordstaaten) unterbunden wurden, dachte man im britischen Textilindustrie-Zentrum Lancashire zunächst, dass der Konflikt und die Blockade nur von kurzer Dauer und die eigenen Baumwollreserven ausreichend sein würden. 

## Folgen
Der Krieg hielt jedoch an, sodass es ab 1862 infolge der Baumwollknappheit zur Schließung von Fabriken und zu Massenentlassungen kam. In der Baumwollindustriestadt Blackburn beispielsweise war ein Drittel der Baumwollarbeiter auf Unterstützungsmaßnahmen angewiesen. Auch in der Textilindustrie Frankreichs traten vergleichbare Probleme auf, und die deutsche Industrie war ebenfalls betroffen.
Die Konföderation hoffte, die wirtschaftlichen Schwierigkeiten in der europäischen Baumwollindustrie würden zu einer Intervention Europas zu ihren Gunsten führen. Am 31. Dezember 1862 trafen sich jedoch Baumwollarbeiter in der Free Trade Hall in Manchester und bekundeten trotz ihrer sich verschärfenden wirtschaftlichen Lage ihre Unterstützung für die Union und den Kampf gegen die Sklaverei. Abraham Lincoln bedankte sich bei den Baumwollarbeitern von Lancashire für ihre Unterstützung.
Mit dem Ende des Sezessionskrieges 1865 und der Abschaffung der Sklaverei wurden bald auch Baumwollproduktion und -export wieder aufgenommen.

### Folgen in anderen Teilen der Welt
Großbritannien versuchte die Baumwollverknappung auch dadurch zu mindern, dass alternative Beschaffungsquellen geschaffen wurden. Hierzu wurden vormalige Subsistenzbauern in britisch kontrollierten Gebieten wie Britisch-Indien oder Ägypten dazu bewogen, anstatt von Grundnahrungsmitteln Baumwolle für den Export anzubauen. Nach dem Ende des Sezessionskrieges und der Wiederaufnahme der US-amerikanischen Baumwollexporte wurden diese neuen Baumwollbauern überflüssig, ihre Baumwolle war kaum noch gefragt. Zum Grundnahrungsmittelanbau zurückkehren konnten sie in vielen Fällen auch nicht mehr. Die Verarmung dieser Bauern verschärfte mehrere große Hungersnöte in jenen Gebieten in der zweiten Hälfte des 19. Jahrhunderts.